# North Hobbs (Nuevo México)
North Hobbs es un lugar designado por el censo ubicado en el condado de Lea en el estado estadounidense de Nuevo México. En el Censo de 2010 tenía una población de 5391 habitantes y una densidad poblacional de 79,87 personas por km².

## Geografía
North Hobbs se encuentra ubicado en las coordenadas 32°46′24″N 103°7′24″O / 32.77333, -103.12333. Según la Oficina del Censo de los Estados Unidos, North Hobbs tiene una superficie total de 67,5 km², de la cual 67,4 km² corresponden a tierra firme y 0,1 km² (0,15%) es agua.

## Demografía
Según el censo de 2010, había 5391 personas residiendo en North Hobbs. La densidad de población era de 79,87 hab./km². De los 5391 habitantes, North Hobbs estaba compuesto por el 86,55% blancos, el 1,71% eran afroamericanos, el 0,65% eran amerindios, el 0,72% eran asiáticos, el 0,02% eran isleños del Pacífico, el 7,94% eran de otras razas y el 2,41% pertenecían a dos o más razas. Del total de la población el 29,62% eran hispanos o latinos de cualquier raza.